# Sport a Parma

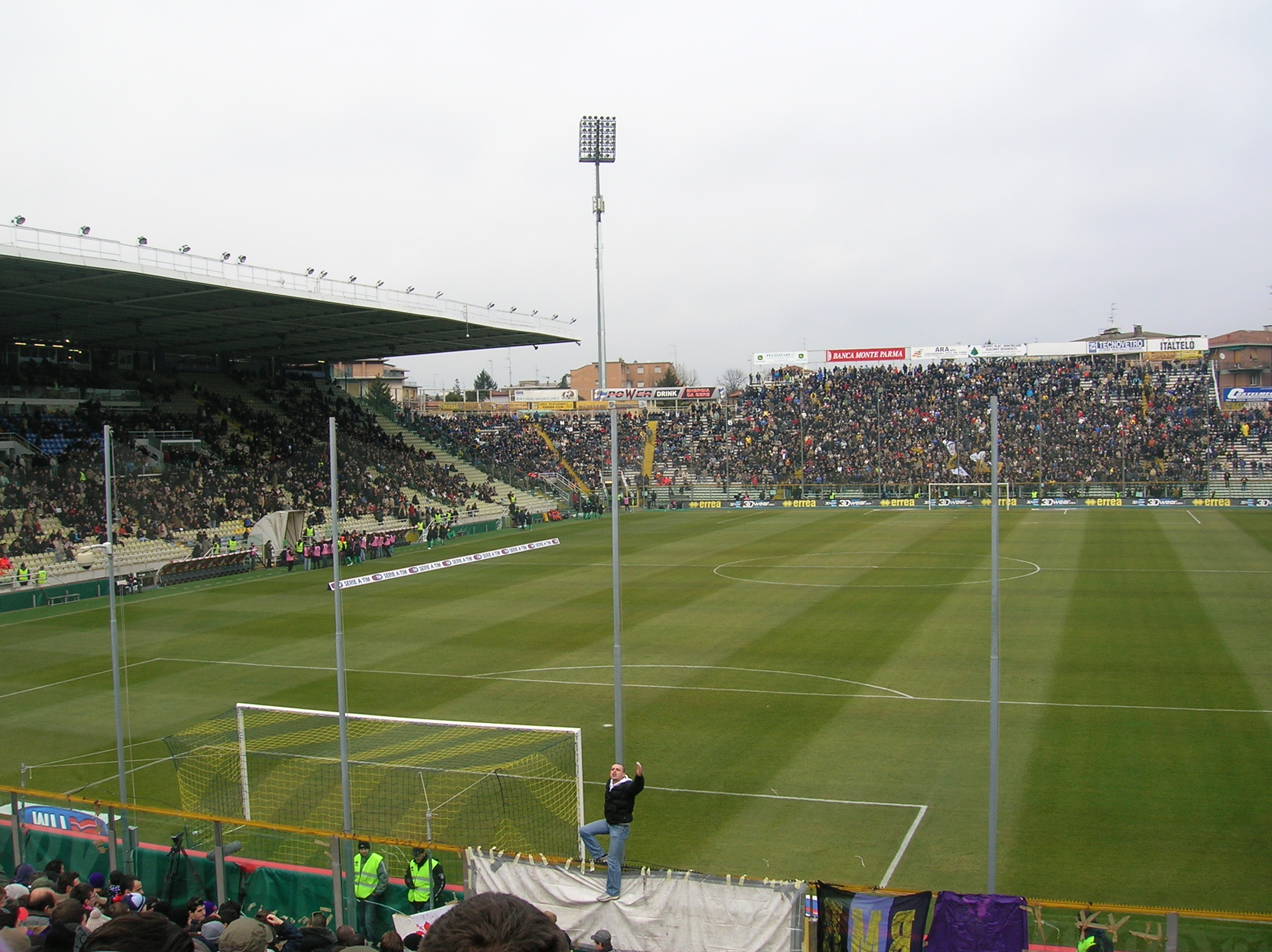
Lo stadio Ennio Tardini

La provincia di Parma è al terzo posto in Italia per spesa destinata ad attività sportive, sia di vertice che di base, comprese quelle amatoriali e rivolte ai bambini.
Ogni anno si svolge in città il Festival dello Sport, nato nel 2006, che comprende una serie di eventi, incontri, gare, mostre e rappresentazioni, con protagonisti e squadre appartenenti alle più disparate discipline sportive.
Nel dicembre 2009 il Comitato Esecutivo ACES ha assegnato alla città di Parma il premio di "Città Europea dello Sport" per l'anno 2011, destinato alle città con popolazione compresa tra 25.000 e 500.000 che si distinguono per la qualità degli impianti sportivi e le iniziative messe in opera a favorire lo sviluppo della cultura sportiva. Il premio è stato condiviso con le italiane Treviso e Trieste ed altre sei città europee.
(Estratto dalla lettera inviata al Sindaco dal Presidente della Commissione Aces Italia Gian Francesco Lupattelli a motivazione del premio ricevuto)

## Baseball e softball
A Parma è presente una diffusa pratica del baseball fin dall'immediato dopoguerra. Ai massimi livelli, vanta una squadra nel massimo campionato nazionale, il Parma Baseball, squadra tra le più vincenti in Italia (con 10 scudetti e sei Coppe Italia) e la più vincente in assoluto in Europa (con 14 Coppe dei Campioni, 1 Coppa delle Coppe e 1 Supercoppa Europea) tra le cui denominazioni vincenti si ricordano "Germal", "Parmalat", "World Vision", e "Cariparma Angels".
Le altre società cittadine sono il Junior Parma Baseball Club, la storica Crocetta Baseball (con trascorsi nel massimo campionato negli anni ottanta), e l'Oltretorrente Baseball Club, tutte in Serie B.
Le varie società di baseball giocano in appositi impianti, tra i quali fino al 2009 spiccava lo storico Stadio Europeo "Nino Cavalli" (circa 5.000 posti a sedere coperti) teatro dei successi nazionali e internazionali del Parma Baseball, ora demolito. In città ora sono presenti il campo dello Stadio Quadrifoglio - Aldo Notari (un complesso sportivo che ospita due campi da baseball per adulti, un campo da softball e un campo da baseball per ragazzini, il campo "Fainardi" del Complesso Sportivo "Stuard" di S. Pancrazio,  il campo "Tullo Massera" di via Parigi.
Parallelamente al baseball, a Parma e provincia è molto praticato il softball femminile.
Ai massimi livelli nazionali, grazie alla Parma Softball ha vinto 2 scudetti (nel 1988 e 1989) e 1 Coppa Italia (1990).
La città è rappresentata in Serie A1 dalla Old Parma B.S.C. del "Gruppo Oltretorrente Parma". A livello giovanile è presente la società della Crocetta Kids.
Come nel baseball, le squadre di softball a Parma giocano allo Stadio Quadrifoglio "Aldo Notari" e al Complesso Sportivo "Stuard" di S. Pancrazio.

## Ciclismo
Parma ha avuto squadre ciclistiche di livello internazionale negli anni sessanta-settanta: la Salvarani di Baganzola (1963-1972), la Salamini-Luxor TV di San Lazzaro (1966-1967) e la Scic di Viarolo (1969-1979).
In nove edizioni del Giro d'Italia la città è stata sede di arrivo di tappa, la prima volta nel 1921 e l'ultima nel 2011:
- 1921 8ª tappa Livorno-Parma, vinta da Luigi Annoni;
- 1929 12ª tappa La Spezia-Parma, vinta da Domenico Piemontesi;
- 1948 3ª tappa Genova-Parma, vinta da Luciano Maggini;
- 1964 4ª tappa San Pellegrino Terme-Parma, vinta da Vito Taccone;
- 1966 13ª tappa Baganzola - Baganzola (cron. individuale), vinta da Vittorio Adorni;
- 1980 4ª tappa Torino-Parma, vinta da Giuseppe Saronni;
- 1983 13ª tappa Reggio Emilia- Parma (cron. individuale),  vinta da Giuseppe Saronni;
- 2001 16ª tappa Erbusco-Parma, vinta da Ivan Quaranta;
- 2011 2ª tappa Alba-Parma, vinta da Alessandro Petacchi.

Parma è sede di partenza della Parma-La Spezia, in alcune edizioni denominata Parma-La Spezia - Memorial Mauro Pecunia, corsa in linea maschile di ciclismo su strada riservata alla categoria Under 23.

## Calcio

La squadra di calcio maschile del nella stagione 1998-99

La città è rappresentata dal Parma Calcio, che tra gli anni 1990 e i primi anni 2000 ha vinto numerosi trofei nazionali (3 Coppe Italia e 1 Supercoppa di Lega) e internazionali (1 Coppa della Coppe, 2 Coppe UEFA e 1 Supercoppa UEFA), che ha militato ininterrottamente dal 1990 al 2008, dal 2009 al 2015 e dal 2018 al 2021 nel massimo campionato nazionale, dove milita nuovamente dal 2024-25.
Storicamente, in città, il calcio prende piede all'inizio del '900 con squadre come il "Lento Club Parma" e la "Pro Verdi" (poi ribattezzata ufficialmente Verdi Foot Ball Club, da cui nacque il primo Parma Foot Ball Club). Sul Parma graviteranno le attenzioni degli appassionati della città: le altre realtà calcistiche di Parma, infatti, non riescono ad affermarsi al di là di categorie dilettantistiche.
Solo due compagini della città (oltre al Parma), nella storia, si sono affacciate alle categorie nazionali: la A.C. Parmense, nel 1969 in Serie D (nata dal G.S. Salvarani Golese e diventata poi il Parma stesso), e i Crociati Parma, dal 1998 al 2003 nel Campionato Nazionale Dilettanti, (società proveniente da Collecchio).
Le partite casalinghe del Parma Calcio si disputano allo Stadio Ennio Tardini.

## Calcio femminile
Nel 2022 il Parma femminile ha partecipato alla Serie A, attualmente milita in Serie B.

## Football americano
La città di Parma è rappresentata dai Panthers Parma.
I Panthers, che hanno vinto 4 scudetti consecutivi della Italian Football League dal 2010 al 2013, hanno raggiunto una notorietà internazionale nel 2007, quando il famoso scrittore statunitense John Grisham mise la squadra al centro del suo romanzo Il professionista (titolo originale: Playing for Pizza).
Dopo alcuni anni senza vittorie, nell'immediato periodo post Covid, la squadra è tornata al vertice del movimento sia in Italia che in Europa.
I Panthers si sono infatti laureati Campioni d'Italia nel 2021, 2023 (Italian Bowl giocato, eccezionalmente, a Toledo, OHIO) e 2024, portando a 7 il totale dei titoli vinti dalla compagine nero-argento.
Una seconda squadra parmigiana, i Bobcats Parma hanno sospeso l'attività nel 2017
I Panthers giocano al nuovo stadio Sergio Lanfranchi, normalmente utilizzato dal rugby, in località Moletolo.

## Pallamano
Parma è stata la prima città in Emilia-Romagna ad importare lo sport tipicamente nordico della pallamano, grazie alla società H.C. Parma nel 1970. Dopo la fusione tra "CUS Parma" e "Polisportiva Cittadella" nel 1995, la città è rappresentata dalla società Pallamano Parma in serie A. A livello giovanile sono importanti le realtà della sezione "Green Handball Parma" e della società satellite "Hand Club Felino".
La Pallamano Parma gioca le sue partite interne al PalaRaschi.

## Pallacanestro
Mentre la Pallacanestro maschile a Parma non ha mai lasciato il segno, il basket femminile ha riportato numerosi successi nazionali e internazionali, tutti negli ultimi vent'anni, grazie al Basket Parma femminile con, in bacheca, 1 scudetto (nel 2001), 3 Coppe Italia, 2 Supercoppe e tre Coppe Ronchetti (seconda rassegna europea per importanza dopo la Coppa dei Campioni).
Oltre al Basket Parma partecipa alla Serie B nazionale il Magik Parma Basket (presente anche a livello maschile in Serie C). Da segnalare inoltre il Parma Basket Project la cui selezione maschile milita in Serie D mentre quella femminile in Serie B, mentre il CUS Parma e il Planet Basket Parma militano nel campionato di promozione maschile.
Il Basket Parma gioca le sue partite interne al Palaciti, mentre il Magik Parma al PalaPadovani e il C.U.S. Parma alla Palestra CUS del Campus Universitario.

## Pallavolo

La squadra di volley maschile del Maxicono Parma artefice del Grande Slam nella stagione 1989-90

Parma ha vantato diverse squadre arrivate ad alti livelli nel corso della storia. Spiccano le storiche squadre maschili della Inzani Parma (in Serie A negli anni cinquanta) e della Pallavolo Parma (tra le cui denominazioni, le più memorabili, quelle di "Santàl" e "Maxicono") con la conquista di otto scudetti, 5 coppe nazionali, 2 coppe dei campioni europee con altre 7 coppe internazionali, compreso 1 Mondiale per club, e le squadre femminili della CUS Parma in Serie A negli anni settanta e ottanta, e della Parma Volley Girls approdata nella massima serie nel 2011, salvo poi dover cedere i propri diritti sportivi all'Imoco Volley per difficoltà economiche.
Le squadre, a partire dagli anni settanta, hanno disputato le proprie partite interne al PalaRaschi.
Oggi la squadra più rappresentativa della città è la Wimore Energy Volley Parma, che milita nel campionato di  Serie A3 maschile. Nel campionato di serie C maschile rappresentano la città di Parma le squadre di Baganzola e Inzani, mentre la serie C femminile vede schierato lo Sport Club Volley Parma.
Diverse le Società giovanili, tra cui spicca la Energy Volley, con oltre 700 iscritti, che ha ricevuto dalla Federazione Nazionale di Pallavolo la certificazione oro per il settore giovanile 2016/17, unica a Parma e tra le 10 a livello nazionale.

## Rugby
Il rugby si gioca in città dal 1931, anno di fondazione del nucleo del Rugby Parma F.C.; nell'immediato dopoguerra la disciplina catturò l'attenzione degli sportivi parmigiani, tanto che la squadra di calcio era costretta a giocare alla domenica mattina per lasciare libero al rugby lo stadio Tardini di pomeriggio («Parma, insomma, è rugby, non calcio»).
La squadra vinse tre volte il campionato italiano, nel 1949-50, nel 1954-55 e nel 1956-57.
All'epoca, tra i giocatori più rappresentativi, figurava anche Giancarlo Dondi, che dal 1996 al 2012 fu presidente della Federazione Italiana Rugby.
In tempi più recenti si è aggiudicata anche tre Coppe Italia nel 2005, 2006 e 2009.
Il Rugby Parma F.C. è anche una delle società alla base della franchise professionistica delle Zebre nel Pro12, campionato di vertice che raggruppa squadre scozzesi, irlandesi, gallesi e, appunto, italiane; le Zebre sono nate nel giugno 2012 e hanno base sportiva, oltre che a Parma, anche a Reggio Emilia, Viadana e zone limitrofe: quando gioca a Parma disputa gli incontri allo stadio Sergio Lanfranchi (fino al 2015 noto come "Stadio XXV Aprile").
Un'altra squadra parmigiana di livello nazionale è l'Amatori Parma che ha giocato in serie A e che in passato fece parte della franchigia GRAN Parma che militò in massima serie.
Oltre ai citati stadi Tardini e Lanfranchi, il rugby si giocò anche nell'ormai demolito impianto di viale Piacenza, un tempo noto con il nome di "Stadio Fratelli Cervi" e successivamente anch'esso come "Sergio Lanfranchi" (dal 2001, anno della morte dell'ex rugbista cui fu intitolato), e sulla cui area oggi sorgono gli uffici dell'Autorità europea per la sicurezza alimentare.

## Arti marziali
Parma vanta una solida tradizione nelle arti marziali, in particolare nel judo. La città ospita società sportive di grande importanza storica come il Kyu Shin Do Kai, fondata nel 1973. La scuola ha formato numerosi atleti a livello nazionale.
Anche la sezione judo del CUS Parma contribuisce attivamente alla crescita del movimento in città.

## Tennis
Nel 2019 si è tenuta nella vicina Montechiarugolo la prima edizione del torneo Challenger di tennis degli Internazionali di Tennis Emilia Romagna. L'anno dopo hanno preso il via gli Internazionali di Tennis Città di Parma, altro Challenger che si disputa però al PalaRaschi.

## Sport acquatici
A Parma sono praticate a livello agonistico anche altre discipline. Nella pallanuoto militano la Rari Nantes Parma (serie C) e la Coop Nord-Est Parma (serie D), mentre nell'hockey su prato è presente l'Hockey Parma (Serie B Indoor).
La città ha inoltre una consolidata tradizione nel nuoto, con società storiche come le già citate Rari Nantes Parma e Coop Nord-Est.

## Hockey su prato
Nell'hockey su prato è presente l'Hockey Parma, la cui squadra maschile indoor milita nel campionato di Serie B.

## Attività sportive per disabili
La città vanta una delle più vecchie associazioni di volontariato per sport disabili, attive sul territorio nazionale, la Polisportiva Gioco Parma, voluta e gestita da disabili e nata nel 1983, divenuta la più grande realtà di avviamento allo sport e sport terapia per disabili a Parma (con diversi riconoscimenti da parte del C.O.N.I. e del C. I.P.); attiva nei settori del nuoto per disabili, nel basket in carrozzina, nell'atletica leggera, tiro a segno, vela, wheelchair hockey e handbike.